# 兰桥镇 (怀远县)
兰桥镇，是中华人民共和国安徽省蚌埠市怀远县下辖的一个乡镇级行政单位。
原为兰桥乡，2021年1月，安徽省民政厅批复同意兰桥乡撤乡设镇。

## 行政区划
兰桥镇下辖以下地区：
兰桥村、大观村、梅郢村、联合村、孙庄村、红光村、刘集村、瓦房村、杨圩村、中郢村、藕塘村、张坝村和陆圩村。